# Комора (Двор)
Комора (хорв. Komora) — населений пункт у Хорватії, у Сисацько-Мославинській жупанії у складі громади Двор.

## Населення
Населення за даними перепису 2011 року становило 15 осіб.
Динаміка чисельності населення поселення:

## Клімат
Середня річна температура становить 10,44 °C, середня максимальна — 24,21 °C, а середня мінімальна — -5,31 °C. Середня річна кількість опадів — 1145 мм.
| Клімат поселення                              | Клімат поселення | Клімат поселення | Клімат поселення | Клімат поселення | Клімат поселення | Клімат поселення | Клімат поселення | Клімат поселення | Клімат поселення | Клімат поселення | Клімат поселення | Клімат поселення | Клімат поселення |
| Показник                                      | Січ.             | Лют.             | Бер.             | Квіт.            | Трав.            | Черв.            | Лип.             | Серп.            | Вер.             | Жовт.            | Лист.            | Груд.            |                  |
| Середній максимум, °C                         | 7,45             | 8,56             | 12,58            | 16,45            | 20,98            | 24,21            | 23,02            | 22,57            | 19,07            | 14,64            | 9,02             | 5,41             |                  |
| Середня температура, °C                       | 1,07             | 2,17             | 6,20             | 10,08            | 14,60            | 17,82            | 19,64            | 19,17            | 15,66            | 11,26            | 5,60             | 2,00             |                  |
| Середній мінімум, °C                          | −5,31            | −4,22            | −0,19            | 3,67             | 8,21             | 11,44            | 16,24            | 15,77            | 12,26            | 7,85             | 2,20             | −1,4             |                  |
| Норма опадів, мм                              | 71               | 72               | 82               | 98               | 98               | 105              | 99               | 97               | 104              | 107              | 118              | 94               |                  |
| Середньомісячна швидкість вітру, м/с          | 1.68             | 1.80             | 2.16             | 2.09             | 1.93             | 1.74             | 1.67             | 1.57             | 1.57             | 1.68             | 1.74             | 1.78             |                  |
| Середньомісячна сонячна радіація, кДж/м²·день | 4408             | 7169             | 10760            | 15163            | 19292            | 21293            | 22536            | 19546            | 14489            | 9268             | 4897             | 3638             |                  |
| --------------------------------------------- | ---------------- | ---------------- | ---------------- | ---------------- | ---------------- | ---------------- | ---------------- | ---------------- | ---------------- | ---------------- | ---------------- | ---------------- | ---------------- |
| Джерело:                                      |                  |                  |                  |                  |                  |                  |                  |                  |                  |                  |                  |                  |                  |